# Novodinia homonyma
Novodinia homonyma is een negentienarmige zeester uit de familie Brisingidae.
De wetenschappelijke naam van de soort werd in 1986 gepubliceerd door Maureen Downey. De soort had in 1885 van Edmond Perrier de naam Brisinga elegans gekregen maar was nog in hetzelfde jaar door hem in het geslacht Odinia geplaatst. De naam Brisinga elegans was echter in 1884 al door Addison Emery Verrill vergeven aan een soort die hij zelf in 1894 naar het geslacht Freyella verhuisde. De naam Brisinga elegans Perrier, 1885 non Verrill, 1884 was dus niet geldig gepubliceerd want bij publicatie al een later homoniem. Het duurde vrij lang eer Downey door middel van een nomen novum de zaak corrigeerde doordat de soort die Perrier benoemde nooit als een Brisinga bekend was geraakt, en het geval van homonymie zo lange tijd onopgemerkt was gebleven.